# Fantasy Filmfest 2010
Das 24. Fantasy Filmfest 2010 fand in der Zeit vom 17. August 2010 bis 9. September 2010 in den Städten Berlin, Frankfurt, Hamburg, Hannover, Köln, München, Nürnberg und Stuttgart jeweils für eine Woche statt. Die Fantasy Filmfest Nights fanden Ende März in den Festivalstädten statt.
Der Fresh Blood Award ging an den Film Four Lions.

## Liste der gezeigten Filme
| Titel                                                            | Regisseur                       | Sparte               |
| ---------------------------------------------------------------- | ------------------------------- | -------------------- |
| REC 2                                                            | Jaume Balagueró                 | FFF Nights           |
| 14 Blades                                                        | Daniel Lee                      | Focus Asia           |
| 22 Bullets                                                       | Richard Berry                   | Selected Features    |
| Amer                                                             | Hélène Cattet und Bruno Forzani | Selected Features    |
| Das Paradies der Mörder                                          | Carlos Carrera                  | Selected Features    |
| Bedevilled – Zeit der Vergeltung                                 | Jang Cheol-soo                  | Focus Asia           |
| Black Death                                                      | Christopher Smith               | Selected Features    |
| Brotherhood                                                      | Will Canon                      | Selected Features    |
| Das Recht auf Rache                                              | Jan Verheyen                    | Selected Features    |
| Enter the Void                                                   | Gaspar Noe                      | Special Screening    |
| Evil – In the Time of Heroes                                     | Yorgos Noussias                 | Midnight Madness     |
| Caged                                                            | Yann Gozlan                     | Selected Features    |
| Centurion                                                        | Neil Marshall                   | Selected Features    |
| Chatroom                                                         | Hideo Nakata                    | Centerpiece          |
| Clash - Die Söldner                                              | Le Thanh Son                    | Focus Asia           |
| Corridor                                                         | Johan Lundborg                  | Selected Features    |
| Daybreakers                                                      | The Spierig Brothers            | FFF Nights           |
| Daylight                                                         | David Barker                    | Selected Features    |
| Der Doppelgänger                                                 | Christopher Lenke               | Kurzfilme            |
| Detour                                                           | Severin Eskeland                | Midnight Madness     |
| Devil’s Playground                                               | Marc McQueen                    | Selected Features    |
| Dog Pound                                                        | Kim Chapiron                    | Selected Features    |
| Exquisite Corpse                                                 | Scott David Russell             | Selected Features    |
| For the Good of others                                           | Oskar Santos Gomez              | Selected Features    |
| Four Lions                                                       | Chris Morris                    | Fresh Blood          |
| Frozen                                                           | Adam Green                      | Selected Features    |
| Tiger and Dragon Reloaded                                        | Clement Cheng                   | Focus Asia           |
| Ghost Machine                                                    | Chris Hartwill                  | Selected Feature     |
| Halbherzig                                                       | Max McGill                      | Kurzfilme            |
| Harry Brown                                                      | Daniel Barber                   | Fresh Blood          |
| Hatched II                                                       | Adam Green                      | Midnight Madness     |
| He dies at the End                                               | Damian McCarthy                 | Kurzfilme            |
| Heartless                                                        | Philip Ridley                   | FFF Nights           |
| Hidden - Lass die Vergangenheit ruhen                            | Pal Ole                         | Selected Features    |
| Higanjima                                                        | Kim Tae Kyum                    | Focus Asia           |
| Hybrid 3D                                                        | Eric Valette                    | Selected Features    |
| I love Sarah Jane                                                | Spencer Susser                  | Kurzfilme            |
| Ip Man 2                                                         | Wilson Yip                      | Focus Asia           |
| Kaboom                                                           | Gregg Araki                     | Director’s Spotlight |
| Die Horde                                                        | Benjamin Rocher                 | FFF Nights           |
| Little Big Soldier                                               | Sheng Ding                      | Focus Asia           |
| Love Crime                                                       | Alain Corneau                   | Selected Features    |
| Love me tender                                                   | Matthew Morgenthaler            | Kurzfilme            |
| Metropia                                                         | Tarik Saleh                     | Selected Features    |
| Monsters                                                         | Gareth Edwards                  | Fresh Blood          |
| Oma rennt                                                        | Nikolaus von Uthmann            | Kurzfilme            |
| Outrage                                                          | Takeshi Kitano                  | Focus Asia           |
| Piranha 3D                                                       | Alexandre Aja                   | Fish Special         |
| Rapt                                                             | Lucas Belvaux                   | Selected Features    |
| Red Hill                                                         | Patrick Hughes                  | Selected Features    |
| Yorkshire Killer                                                 | Julian Jarrold                  | FFF Nights           |
| Redline                                                          | Takeshi Koike                   | Focus Asia           |
| Reykjavik Whale Watching Massacre                                | Julius Kemp                     | Midnight Madness     |
| Rubber                                                           | Quentin Dupieux                 | Closing Night        |
| Shank                                                            | Paul van Carter                 | Selected Features    |
| Shinda Gaijin                                                    | Kong Pahurak                    | Kurzfilme            |
| Solomon Kane                                                     | Michael J. Bassett              | Selected Features    |
| Off Limits – Wir sind das Gesetz                                 | Nicolas Boukhrief               | Selected Features    |
| Splice                                                           | Vincenzo Natali                 | FFF Nights           |
| Djinns – Dämonen der Wüste                                       | Hugues Martin                   | Selected Features    |
| Suck – Bis(s) zum Erfolg                                         | Rob Stefaniuk                   | Midnight Madness     |
| Summer Wars                                                      | Mamoru Hosoda                   | FFF Nights           |
| Survival of the Dead                                             | George A. Romero                | FFF Nights           |
| Symbol                                                           | Hitoshi Matsumoto               | Focus Asia           |
| Tetsuo: The Bullet Man                                           | Shinya Tsukamoto                | Focus Asia           |
| The Ape                                                          | Jasper Ganslandt                | Selected Features    |
| The Chameleon                                                    | Jean-Paul Salomé                | Selected Features    |
| The Collector – He Always Takes One                              | Marcus Dunstan                  | FFF Nights           |
| Spurlos – Die Entführung der Alice Creed                         | J. Blakeson                     | Fresh Blood          |
| The Experiment                                                   | Paul Scheuring                  | Selected Features    |
| The Horribly Slow Murderer with the Extremely Inefficient Weapon | Richard Gale                    | Kurzfilme            |
| Human Centipede – Der menschliche Tausendfüßler                  | Tom Six                         | Midnight Madness     |
| The Killer Inside Me                                             | Michael Winterbottom            | Selected Features    |
| The Kinematograph                                                | Tomek Baginski                  | Kurzfilme            |
| Der letzte Exorzismus                                            | Daniel Stramm                   | Fresh Blood          |
| The Loved Ones – Pretty in Blood                                 | Sean Byrne                      | Fresh Blood          |
| The Nothing Men                                                  | Mark Fitzpatrick                | Selected Features    |
| Die Meute (La meute)                                             | Franck Richard                  | Opening Night        |
| The Reeds                                                        | Nick Cohen                      | Selected Features    |
| The Reef                                                         | Andrew Traucki                  | Selected Features    |
| The Scouting Book for Boys                                       | Tom Harper                      | Fresh Blood          |
| Schock Labyrinth 3D                                              | Takashi Shimizu                 | FFF Nights           |
| The Silent House                                                 | Gustavo Hernandez               | Selected Features    |
| The Story of my Life                                             | Pierre Ferriere                 | Kurzfilme            |
| The Wild Hunt                                                    | Alexandre Franchi               | Fresh Blood          |
| TiMER                                                            | Jac Schaeffer                   | Selected Features    |
| Tony - London Serial Killer                                      | Gerard Johnson                  | Fresh Blood          |
| Tucker and Dale vs Evil                                          | Eli Craig                       | Selected Features    |
| Two Eyes Staring – Der Tod ist kein Kinderspiel                  | Elbert van Strien               | Selected Features    |
| Uyuni                                                            | Zac & Mac                       | Kurzfilme            |
| Vampire – Verstecken war gestern! (Vampires)                     | Vincent Lannoo                  | Selected Features    |
| Wir sind was wir sind                                            | Jorge Michel Grau               | Fresh Blood          |